# Edmond-Gustave Camus
Edmond-Gustave Camus, född 15 augusti 1852 i Paris, död 22 augusti 1915 i Paris, var en fransk botaniker. Han var far till botanikern Aimée Antoinette Camus.
Auktorsnamnet E.G.Camus kan användas för Edmond-Gustave Camus i samband med ett vetenskapligt namn inom botaniken; se Wikipediaartiklar som länkar till auktorsnamnet.